# Mauzoleum Akbara
Mauzoleum Akbara – grobowiec cesarza Wielkich Mogołów Akbara w Sikandrze, przedmieściu Agry.

## Architektura
Kompleks charakteryzuje się idealnie symetryczną zabudową z grobowcem w centrum wielkiego ogrodu. Główna brama, położona od południowej strony, zbudowana jest z czerwonego piaskowca z łukiem pośrodku ozdobionym mozaiką z białego marmuru, czarnego łupku i kolorowych kamienie. W czterech rogach wzniesione są marmurowe minarety, uważane za pierwowzory dla minaretów w Tadź Mahal.